# Colette Dowling

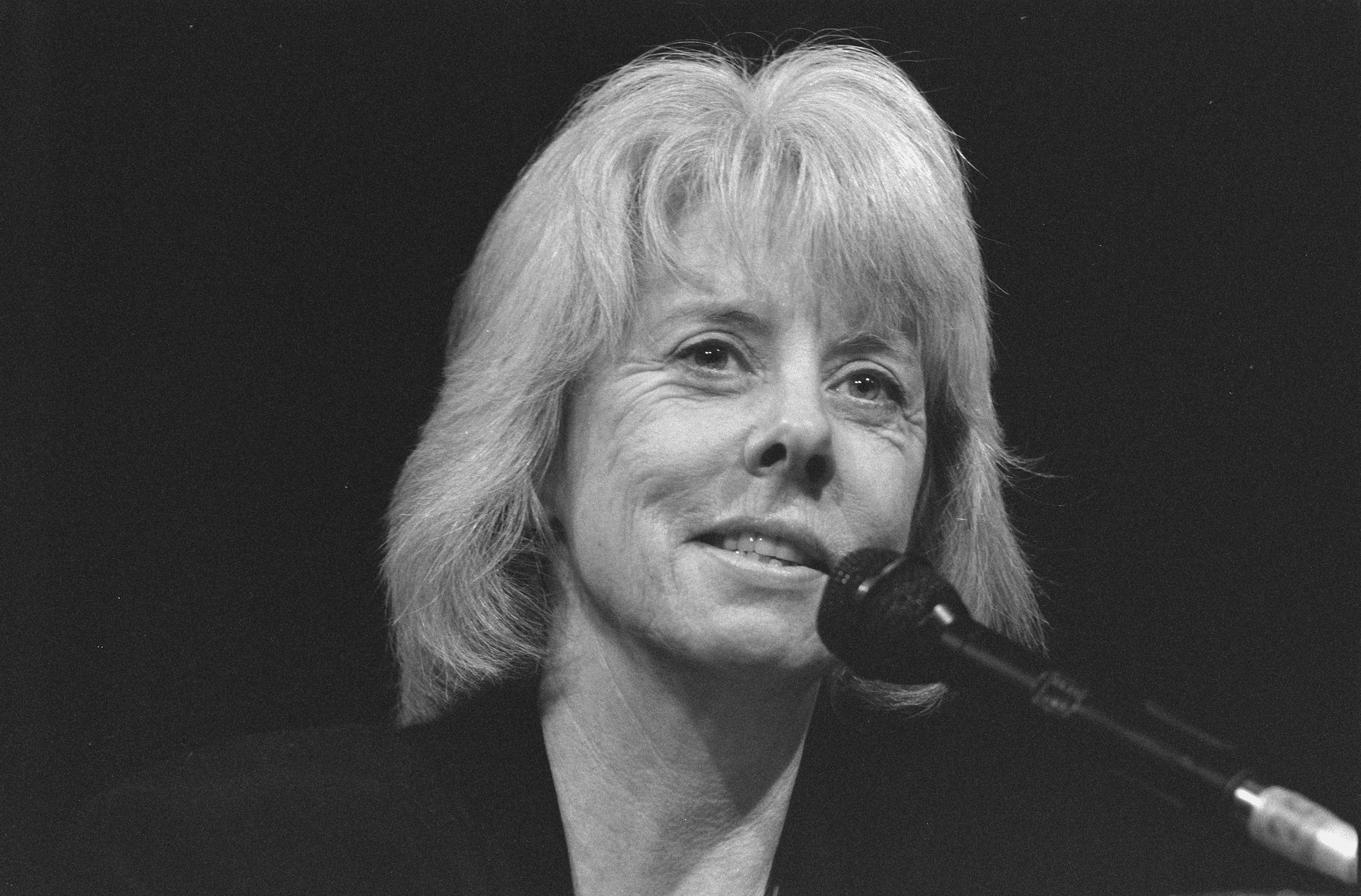

Colette Dowling (geboren um 1938) ist eine US-amerikanische Schriftstellerin, die besonders durch ihren im Jahre 1981 erschienenen Bestseller Der Cinderella-Komplex (Originaltitel: The Cinderella Complex: Women’s Hidden Fear of Independence) bekannt wurde, von dem in den 1980er Jahren rund eine Million Exemplare verkauft wurden und der in 20 Sprachen übersetzt worden ist.
Dowling arbeitet als freie Autorin und Psychotherapeutin in New York und beschäftigt sich vor allem mit den psychischen Dispositionen weiblicher Abhängigkeit.

## Leben
Colette Dowling wuchs in einem katholischen und patriarchalisch geprägten Elternhaus in Baltimore auf. Ihr Vater, ein Ingenieurprofessor, zwang sie, den Mann zu heiraten, von dem sie schwanger wurde. 1958 zog sie mit ihrem Mann nach New York, wo Dowling zunächst als Redakteurin für eine Frauen-Zeitschrift arbeitete.
Nach ihrem dritten Kind schrieb Colette Dowling ihr erstes Buch. Das zweite Werk, eine Autobiografie, verfasste sie nach ihrer Scheidung im Jahre 1971. 1974 lernte Dowling Lowell Miller, einen freiberuflichen Schriftsteller, kennen und zog mit ihm und ihren Kindern nach Rhinebeck. Diese Beziehung dauerte 15 Jahre, bis Dowling 1989 beschloss, alleine zu leben.
Dowling konnte zehn Jahre lang von den Einnahmen ihres Bestsellers Der Cinderella-Komplex leben. Danach verschuldete sie sich stark und trat 1995 der Selbsthilfeorganisation der Anonymen Schuldner bei.

## Werk
In ihren Werken nimmt die Autorin besonders auf die finanzielle Abhängigkeit der Frauen zu Männern, seien es die Väter oder die Ehemänner, Bezug:

„Dowling's theory is that in her generation particularly, women have been raised with the expectation that someone else (usually a husband or a father) will take care of them, or rescue them from having to assume responsibility for their financial independence.“

Dabei sei es für Frauen sozial akzeptiert, wenn sie mit Geld nicht umgehen könnten.

„In the last book I wrote, 'Red Hot Mamas,' about women in their 50's, she goes on, I interviewed 65 women and only two of them had an investment plan for the future. And I do think it does still relate to conflicts with dependency. Money savvy is connected with masculinity in our culture. That leaves women with the feeling that if they want to take care of themselves and are good at it, the quid pro quo is they'll never hook up with a relationship.“

In einem Interview aus dem Jahre 2017 kritisiert Dowling, dass Frauen Geld aus eigenem Einkommen nicht sparen oder investieren, sondern es vielmehr für Impulskäufe verwenden und für Schönheitsprodukte ausgeben:

„Frauen machen ihren Uni-Abschluss. Sie verdienen gutes Geld. Aber sie geben es aus, anstatt es zu sparen, um eventuell eine Wohnung später kaufen zu können. Sie kaufen viel mehr Dinge als Männer, etwa Schönheits-Dienstleistungen usw. (...)
Es sind Impulskäufe. Frauen machen das. Männer sagen sich: „Ich brauche einen brauen Anzug und eine Krawatte.“ Sie gehen in den Fahrstuhl und kaufen es. Frauen machen das anders. Frauen wollen von all den Dingen umrundet sein. Sie wollen in Versuchung geführt werden.“

## Publikationen
- The skin game, J. B. Lippincott & Co., 1971[5]
- How to Love a Member of the Opposite Sex: a Memoir, Coward, McCann & Geoghegan, New York, 1976, ISBN 978-0698106864[6]
- Der Cinderella-Komplex – Die heimliche Angst der Frauen vor der Unabhängigkeit, S. Fischer Verlag, Frankfurt am Main, 1982, ISBN 978-3-100-15306-7[7]
- Der Ehe-Komplex oder Die Sucht nach Beziehungen, S. Fischer Verlag, Frankfurt am Main, 1991, ISBN 978-3596235421[8]
- Perfekte Frauen: Die Flucht in die Selbstdarstellung, S. Fischer Verlag, Frankfurt am Main, 1992, ISBN 978-3596111909[9]
- Frauen im Aufwind. Mit 50 beginnt ein neues Leben, S. Fischer Verlag, Frankfurt am Main, 1995, ISBN 978-3100153210[10][11][A 1]
- Red Hot Mamas: Coming Into Our Own at Fifty, HarperCollins, New York, 1996, ISBN 978-0002552363[12][13][A 2]
- Maxing Out: Why Women Sabotage Their Financial Security, Little, Brown and Company, 1998, ISBN 978-0316191203[14]
- The Frailty Myth: Women Approaching Physical Equality, Random House, New York, 2000, ISBN 978-0375502354[15]
- Befreite Gefühle: Neue Wege aus Depression, Angst und Abhängigkeit, S. Fischer Verlag, Frankfurt am Main, 2001, ISBN 978-3596136179[16]